# Gatwick Express
Gatwick Express es el nombre de un servicio ferroviario de viajeros de alta frecuencia que discurre entre la estación de Victoria, en el centro de Londres, y el aeropuerto de Gatwick. Es operado por Southern.
Tiene como objetivo principal transportar a los pasajeros desde el aeropuerto de Gatwick hasta el centro de Londres de forma directa, aunque también realiza conexiones secundarias y no es el único servicio ferroviario de este aeropuerto.

## Historia
La estación ferroviaria del aeropuerto de Gatwick se inauguró en junio de 1958, enclavada en la línea entre Londres y Brighton. Inicialmente, no circulaban trenes especiales al aeropuerto, siendo servido por los trenes normales que realizaban paradas en la mayor parte de las estaciones de la línea.
En los años 70 se llegó a varios acuerdos de promoción del aeropuerto, conjuntamente entre varios estamentos relacionados con esta infraestructura, que incluían la promoción de la conexión ferroviaria. Se reformó la estación y se propuso un servicio ferroviario sin paradas que redujera la sensación de distancia entre la ciudad y el aeropuerto y permitiera hacerlo cómodo para vuelos de larga distancia.
El servicio se inició en mayo de 1984. En 1994, durante la privatización de los ferrocarriles británicos, fue uno de los primeros servicios en ser privatizados, bajo la forma de la empresa Gatwick Express Limited. La empresa fue incluida en 2008 en la franquicia South Central, perteneciente a la compañía ferroviaria Southern, por lo que el servicio fue integrado en esta compañía.

## Servicios
Gatwick Express tiene reservados los andenes 13 y 14 de la estación de Victoria. La frecuencia es de un tren cada 15 minutos, con un tiempo de viaje entre Londres y el aeropuerto de 30 minutos.
Tras la integración en Southern, y debido a la congestión de la línea entre Londres y Brighton que obliga a aprovechar al máximo los trenes existentes, algunos trenes de Gatwick Express continúan hasta Brighton.
Además del servicio Gatwick Express, en la estación del aeropuerto de Gatwick hacen parada otros numerosos servicios que utilizan la línea entre Londres y Brighton, y que permiten viajar entre Londres y otras ciudades y el aeropuerto sin necesidad de utilizar el servicio Gatwick Express.